# 심현정
심현정은 대한민국의 영화음악 작곡가이다.

## 학력
연세대학교 작곡과를 졸업하고, 미국 뉴욕 대학교 영상음악 · 작곡 석사과정을 졸업했다.

## 음악 작품
- 《아마존의 눈물》
- 《아프리카의 눈물》
- 《북극의 눈물》
- 《올드보이》
- 《그 해 여름》
- 《아저씨》
- 《늑대소년》
- 《피끓는 청춘》

## 수상
- 2004년 - 제3회 대한민국 영화대상 음악상 〈올드보이〉
- 2007년 - 제15회 춘사영화상 음악상 〈그 해 여름〉
- 2010년 - 제8회 대한민국 영화대상 음악상 〈아저씨〉
- 2010년 - 제19회 부일영화상 음악상 〈아저씨〉
- 2010년 - 제6회 대한민국 대학영화제 음악상 〈아저씨〉
- 2010년 - 제37회 한국방송대상 음악상 〈아저씨〉